# الآثار الصحية للفينول الطبيعي والبوليفينول
على الرغم من أن الفينول (حامض الكربوليك) ضار بالصحة، إلا أن معظم المصادر الأخرى لـ الفينولات الطبيعية والبوليفينولات لا تشترك في نفس الخاصية السمية، كما تعتبر آمنة للاستهلاك حيث توجد في الأطعمة والمشروبات الشائعة (مثل الشاي)، ولطالما ارتبطت بطب الأعشاب. وعلى سبيل المثال، في شبه القارة الهندية وخاصة في نظامها الطبي القديم المعروف باسم الأيورفيدا (علم الحياة)، تم استخدام الرمان على نطاقٍ واسع، كمصدر من المصادر التقليدية لـ الدواء لآلاف السنين.
ولا يزال موضوع العلاقة بين الفينولات الطبيعية والصحة موضوعًا على طاولة مثيرًا للجدل نظرًا لصعوبة إثبات تلك الادعاءات علميًا. ولاسيما في البشر، حيث ينبغي التأكد من صحة الاختبارات عن طريق إجراء تجارب سريرية عشوائية.
هناك مشكلات تتعلق باستخلاص الاستنتاجات العامة الخاصة بالتأثير الصحي الشائع لجميع المركبات الفينولية، نظرًا للتنوع الشديد في بنيتها الداخلية. وفي الوقت نفسه، تظل الفوائد الصحية المحتملة لمركبٍ معين من الفينول قي معظم الوقت غير قابلةٍ للإثبات. كما تم التحقق من المركبات الفينولية الطبيعية وذلك بتجربتها على المنتجات العضوية كمصدرٍ لفائدةٍ صحية إضافية، ولكنه لا يمكن استنتاج ذلك من البحوث الحالية.

## الآثار الصحية للمركبات الفينولية الطبيعية الأكثر بساطة

### سُمية الفينول
الفينول هو سم عصبي قوي قد يؤدي إلى الموت الفوري إذا تم حقنه في مجرى الدم؛ لأنه يعمل على غلق نظام الإرسال العصبي. ويعمل الفينول والأبخرة التي تتصاعد منه على تآكل العين والجلد والجهاز التنفسي، كما يعد الهيدروكونين سامًا أيضًا،

### التوافر البيولوجي
تدور الأسئلة التي يتم طرحها بشأن العلاقة بين الفوائد الصحية والبوليفينول حول التوافر البيولوجي. ويعتبر كل من حمض الغال والأيزوفلافون من مركبات الفينول الأفضل قدرة على الامتصاص، ويليها مضادات الأكسدة (فلافان-3-ol)، وفلافانون، وكيرستين جلوسوسايد، ولكن بحركيات مختلفة. ويُعتبر البروانثوسيانيدينس، والشاي المضاد للأكسدة، والأنثوسيانينمن أقل أنواع الفينول جَودةً في الاِمتصاص.

### نشاط مضادات الأكسدة.
وكما يفسر معهد لينوس بولنج والهيئة الأوروبية لسلامة الغذاء (EFSA)، فإن الفلافونيد المتعلق بنظام حمية معينةبه نسبة قليلة أو غير مباشرة من القيمة الغذائية لمضادات الأكسدة التي تَتبع عملية الهضم. وعلى عكس أنابيب الاختبار التي تخضع للمراقبة، فإن مصير الفينول الطبيعي في الكائن الحي يُظهر أنها سيئة الحفظ (بأقل من 5%) مع معظم ما يتم امتصاصه كأيضات مُعدلة كيميائيًا بغرض الإفراز السريع.
ولقد تم إثبات أن السيناماتلديها القدرة على الحصول على مزيد من النشاط المضاد للأكسدة عند تعرضها في المختبر إلى رد فعل فينتوني (الحديد الحفاز(II) مع بيروكسيد الهيدروجين) بطريقةٍ أكبر من الفينولات الطبيعية الموجودة في النبيذ.

### الآثار المُختبَرية
وبناءً على الدراسات التي تتم في المختبر، فلقد تم إثبات أن الفينولات الطبيعية بها مضادات للبكتيريا، مضادات الفيروسات، ومضادات للالتهابات، والتأثيرات التي تعمل على توسيع الأوعية الدموية.
قد يكون لمادة إبيغاللوكاتيشين الغال (EGCG)، الموجودة في الشاي، تأثيرًا على السرطان عن طريق تثبيط ميثيل الحامض النووي الناشط. ولقد تبين أنه يجب الحد من مستويات أنواع الأكسجين التفاعلية في المختبر.
كما يعمل الفينول الطبيعي ريسفيراترول على منع حدوث و/أو نمو الأورامالتجريبية.

### البحث في أنواع النماذج البيولوجية.
وتقوم الفينولات الطبيعية مثل الريسفيراتورال بتفعيل البروتين البشري سرتوين 1، وتمديد عمر الخميرة الناشئة، فطريات الخميرة، وقد تكون مركبات تفعيل سيرتونية. ومن أمثلة هذه المنتجات البيوتين، والبيساتانول، والأيزوليكيرتنين، والفيسيتين، والكيرسيتين. تتجلى نسبة طول العمر التي تتزايد عن طريق الريسفيراتورال في الربداء الرشيقة (وهي دودة اسطوانية) وذبابة الفاكهة. وقد تكون هذه الزيادة في طول العمر بسبب التأثر الحاد من السعرات الحرارية. كما يزيد الريسفيراتورال من عمر الفقاريات، ويظهر ذلك في الأسماك ذات العمر الغير طويل مثل سمكة Nothobranchius furzeri.
وتشير تجارب أخرى أُجريَت على ذبابة الفاكهة إلى أن الفينولات الطبيعية (حمض الغال، وحمض الفيروليك، وحمض الكافيك، وحمض الكوماريك، وبروبيل الغالات، والإبيكاتشين، والإبيجالوكاتشين، وغالات الإبيجالوكاتشين) قد تؤثر على الآليات المصاحبة لمرض الباركنسون (الشلل الرعاش). ويعمل الكيرسيتين والروتون ضد السكوبولامين-الذي ينجم عنه تلف الذاكرة في سمكة الزيبرا، التي تُعرف في اللاتينية باسم دانيو ريريو.

### المخاطر المحتملة.

#### طفل حديث الولادة مصاب بالسرطان.
وبعض الفينولات الطبيعية مثل الفلافونيدوُجِد أنها مثبطات توبوأيزوميريز (topoisomerase) قوية عند تجربتها في المختبر، وكما تم اختبار بعضها على الكائن الحي لتنتج أيضًا نتائج مماثلة[بحاجة لمصدر]. تشترك هذه المواد في الخاصية مع بعض أدوية العلاج الكيميائي المضادة للسرطان مثل الإيتوبوسيد والدوكسوروبيسين[بحاجة لمصدر]. عند اختبار بعض مركبات الفينول الطبيعية وُجِد أنها تسبب طفرة للحامض النووي في MLL) التي تعد نتائج مشتركة في الأطفال حديثي الولادة المصابين باللوكيميا الحادة. ولقد تزايدت بشدة تغيرات الحامض النووي بسبب العلاج عن طريق الفلافونيد الذي يتم زرعه في خلايا الدم الجذعية. ويُشتبه أن التركيز العالي من الفلافونيد في المحتوى الغذائي يؤدي إلى زيادة مخاطرالإصابة بابيضاض الدم النقوي الحاد خاصة في الأطفال حديثي الولادة. وللفينول الطبيعي تأثير مضاد للسرطان - وتأثير استماتي وتأثير مسرطِن، فضلاً عن احتمالية تلف الحامض النووي، والعامل المسبب للطفرة الجينيةفي المادة الوراثية. ويبدو أن البالغين يقومون بعملية التحويل الغذائي لمعظم أنواع الفينول بطريقةٍ سريعة، حتى السام منها، وقد لا يكون التأثير المطفر واضحًا في الجرعات المنخفضة العادية إذا تم أخذها مع الطعام. بعض أنواع الفينول الطبيعية مثل. EGCG وجدت تقوم بالحث على إزالة سموم العامل النووي Nrf2 وعامل النسخ وهو النشاط المسئول عن ملاحظة الآثار المضادة للأكسدة المفيدة للمواد، كما أنه يؤدي إلى التدهور السريع في جزيئات الفينول. ومع ذلك، فإن نظام إزالة السموم في الأجنة البشرية ليس ناضجًا بما يكفي للتعامل مع الفينول الذي لديه الإمكانية لعبور الحاجز المشيم. ويُشتَبه أن تناول كمية كبيرة من مركبات الفلافونيد أثناء فترة الحمل يزيد من احتمالات إصابة الطفل باللوكيميا (سرطان الدم). لذلك لا ينبغي استخدام اضافات «البيوفلافونيد» من قبل الحوامل.

#### آثار ضارة أخرى.
ينتمي الأستروجينفي الأساس إلى مجموعة كبيرة من مركبات الفينول الطبيعية البديلة : وهي: الكومستان، والفلافونيد البرينيلاتي، والأيسوفلافون، وثنائي الفينول A، ومركب الفينول الاصطناعي هو هرمون النمو الذي يحاكي هرمونات الجسم نفسه والتي قد تؤدي إلى حدوث آثار سلبية على الصحة.

## الآثار الصحية للبوليفينول.

### الآثار المُختبرية.
وبناءً على الدراسات التي تتم في المختبر فلقد تم إثبات أن الفينولات الطبيعية بها مضادات للبكتيريا،  مضادات الفيروسات، ومضادات للطفور، ومضادات للسرطان، ومضادا لانتشار، و التأثيرات التي تعمل على توسيع الأوعية الدموية. قد يحتوي البوليفينول على نشاطٍ بكتيري مفيد لمكافحة تسوس الأسنان الذي تسببه البكتيريا العقدية الموجودة في تجويف الفم. ويُصنَف البوليفينول كمنشطٍ للذهن يُزعَم أنه يقوم بتحسين الوظائف العقلية كالإدراك، والذاكرة، والذكاء، والحركة، والانتباه، والتركيز.
وقد يكون لمركبات الفينول الغنية المستخلصة من الطحالب البحرية الصالحة للأكل تأثيرًا مضادا لانتشار الخلايا السرطانية في القولون وتأثيرًا خافضا لسكر الدم من خلال تفاعلات الفلوروتانين مع ألفا-أميليز وألفا-جلوكوسيداز في المعدة. تقع الآليات الجزيئية الكامنة، وربما أنشطة البروفينول المضادة للالتهابات تحت تنظيم أنزيمات الأكسدة الحلقية (COX-2) وسينزات أكسيد النيتريك (iNOS) عن طريق قمع نشاط العامل النووي المعزز لسلسلة ضوء كابا في الخلايا البائية النشطة (NF-kB).

### البحث في أنواع النماذج البيولوجية.
تظهر نسبة طول العمر التي تتزايد بفعل البوليفينول في الربداء الرشيقة. وقد تكون هذه الزيادة في طول العمر بسبب تأثير الحد من السعرات الحرارية.
وقد يعمل مستخلص البوليفينول لبذور العنب على تحسين النمط الظاهري في نموذج ذبابة الفاكهة لمرض التيوباسي العصبي.
ويمكن أن تعمل مستخلصات الفينول المُخصبة على تخفيف أعراض الأرجية الغذائية (الحساسية) في الفئرانالحساسة.

### المخاطر المحتملة

#### السرطنة
يشترك الكثير من مركبات الفينول الطبيعية في خصائص بعض عقاقير العلاج الكيميائي المضادة للسرطان مثل الإيتوبوسيد ودوكسوروبيسين[بحاجة لمصدر]. وعند اختبار بعض مركبات الفينول الطبيعية وُجِد أنها تسبب طفرة للحامض النووي في MLL التي تعد نتائج مشتركة في الأطفال حديثي الولادة المصابين باللوكيميا الحادة. وللبوليفينول تأثير مضاد للسرطان، وتأثيرتأثير استِماتي، وتأثير مسرطن، بالإضافة لاحتمالية تلف الحامض النووي والعامل المسبب للطفرة الجينية في المادة الوراثية. ويبدو أن البالغين يقومون بعملية التحويل الغذائي لمعظم أنواع الفينول بطريقةٍ سريعة، حتى السام منها، وقد لا يكون التأثير المُطَفِرواضحًا في الجرعات المنخفضة العادية إذا تم أخذها مع الطعام. ومع ذلك، فإن نظام إزالة السموم في الأجنة البشرية ليس ناضجًا بما يكفي للتعامل مع الفينول الذي لديه القدرة على عبور حاجز المشيمة.

#### الآثار الضارة الأخرى
يرتبط البوليفينول الحديد (من المصادر النباتية على سبيل المثال) في المختبر في النظم النموذجية وربما الحد من امتصاصه وخاصةً في مجال التغذية النباتية.

### الآثار الصحية لحمض التنيك

#### السُمية
تم إثبات أن حمض التنيك يعمل على ترسيب البروتينات، و التي تحول دون امتصاص المواد الغذائية في بعض الحيوانات المجترة وذلك في الحبوب التي تحتوي على كمية كبيرة من حمض التنيك مثل السورغم (الذرة الرفيعة).
وعند بعض الأفراد ذي الحساسية، قد تسبب كمية كبيرة من حمض التنيك تَهَيُج الأمعاء والكلى، وقد تتلف الكبد، وتسبب اضطرابات في المعدة، وآلامًا في الجهاز الهضمي، وتركيبة البازهر(وهي كتلة عالقة في الجهاز الهضمي). وباستثناء الشاي، فإنه ليس من المستحسن استخدام الأعشاب التي تحتوي على تركيزات عالية من حمض التنيك استخدامًا لمدى طويل أو استخدامًا مفرطًا. وهناك علاقة متبادلة بين المريء أو سرطان الأنف اللذين يصيبان الإنسان، وبين الاستهلاك المنتظم لأعشاب معينة تحتوي على تركيزاتٍ عالية من حمض التنيك.
وتستعمل العديد من النباتات حمض التنيك لردع الحيوانات. ولكنه لم يُقرر بعد ما إذا كان يتم إنتاج حمض التنيك لغرضٍ آخر مثل المبيدات الحشرية، أم أنه مُطوَر خصيصًا من أجل منع افتراس الحيوانات. تلك الحيوانات التي تستهلك كميات مفرطة من هذه النباتات إما أنها تقع فريسة للمرض أو تموت. ويعد الجوز مشكلةً شائعةً في تربية الماشية. ويقال إن الجرعة التي تؤدي إلى الموت تُقَدر بنحو 6% من وزن جسم الحيوان. هذا الرقم ليس إلا رقمًا تقريبيًا حيث تبين أن البلوط الأحمر يحتوي على متوسط مرتين إلى أربع مراتٍ من حمض التنيك المستخلص من البلوط الأبيض. ولقد وُجدت بعض الغزلان وحيوانات الموظ (غزال أمريكي ضخم) التي لقت حتفها بسبب تناول الجوز. وتشمل الأعراض:الترنح، وضيق في التنفس. وتمتلك بعض الحيوانات مثل السناجب وبغل الغزلان القدرة على استهلاك تركيزاتٍ عالية من حمض التنيك دون حدوث آثارٍ سيئة. عادةً ما يجد البشر المذاق المر للطعام المُحتوي على كمية مرتفعة من حمض التنيك غير مستساغ. كما تم اكتشاف أن بعض البشر غير قادرين على تذوق الأطعمة المرة.[بحاجة لمصدر] ويتم ترشيح حمض التنيك عملية الترشحمن الجوز قبل استخدامه للاستهلاك الآدمي.

#### التمخلب (التكالب) المعدني
وإذا تم تناول حمض التنيك بكمياتٍ زائدة، فإنه يمنع امتصاص المعادنمثل الحديد؛ مما قد يؤدي إلى مرض فقر الدم إذا تم ذلك لفتراتٍ طويلة. وذلك بسبب أن حمض التنيك عبارة عن تكالبات أيونية الاختلاب أما الأيونات المعدنية التكالبية لحمض التنيك غير متوفرة بيولوجيًا. يُخفض حمض التنيك فقط من التعددية البيولوجية للمصادر النباتية للحديد التي تُعرف أيضًا باسم الغير هيمية. أما المصادر الحيوانية أو امتصاص الحديد الهيمي فهي لا تتأثر بحمض التنيك. كما لا يؤثر حمض التنيك على امتصاص المعادن الأخرى مثل الزنك، والنحاس، والمنجنيز في الفئران.
ويتداخل حمض التنيك مع عملية امتصاص الحديد عن طريق تركيبة معقدة مع الحديد، عندما يكون في التجويف الهضمي مما يقلل من التوافر البيولوجي للحديد هناك فرقٌ مهم في الطريقة التي تتفاعل بها مركبات الفينول مع الأنماط المختلفة للهيدروكسيل (حمض الغال، ومضادات الأكسدة، وحمض الكلوروجين) والتأثير على امتصاص الحديد. وقد يكون محتوى الحديد المرتبط بمجموعات الغال هو العامل الأساسي الذي يحدد التأثير الكابح لمركبات الفينول. ومع ذلك، فإن حمض التنيك المكثف لا يتداخل مع عملية امتصاص الحديد.
ولمنع هذه المشكلات من الحدوث، يُنصح بتناول الشاي أو القهوة بين الوجبات وليس خلالها. وتعمل الأطعمة الغنية بفيتامين سي على معادلة تأثيرات حمض التنيك على عملية امتصاص الحديد. كما تقلل إضافة عصير الليمون إلى الشاي من الأثر السلبي لحمض التنيك في عملية امتصاص الحديد أيضًا. أما بالنسبة لإضافة الحليب للقهوة أو الشاي فإن لها تأثيرًا قليلاً جدًا أو معدومًا على الأثر المثبط لحمض التنيك.

## كتابات أخرى
الكتب
- Fraga, Cesar G. (editor) Plant Phenolics and Human Health: Biochemistry, Nutrition and Pharmacology. 2010. Wiley. ISBN 978-0-470-28721-7